# Actinidia indochinensis
Actinidia indochinensis är en tvåhjärtbladig växtart som beskrevs av Elmer Drew Merrill. Actinidia indochinensis ingår i släktet aktinidiasläktet, och familjen Actinidiaceae. Utöver nominatformen finns också underarten 